# سلقطه
سلقطه (به عربی: سلقطة) یک منطقهٔ مسکونی در تونس است که در استان مهدیه واقع شده‌است. سلقطه ۳٬۴۷۷ نفر جمعیت دارد.